# 電脳冒険記ウェブダイバー
『電脳冒険記ウェブダイバー』（でんのうぼうけんきウェブダイバー）は、2001年4月6日から2002年3月29日までテレビ東京系列6局ほかで放送されたアニメ。

## 解説
テレビ東京系列6局（テレビ北海道、テレビ東京、テレビ愛知、テレビ大阪、テレビせとうち、TVQ九州放送）で放送、放送時間は金曜日の18:00 - 18:30。また、テレビ東京系列局を有さない地方でも、のちに他系列局を通じてネットされた。4クール・全52話が製作、放送された。
登場するロボット、および戦闘シーンが全て3DCGで制作されていることが特徴。初期の戦闘シーンはCGのみだったが、次第に一部2Dアニメーションの演出が使われるようになった。
玩具はタカラより発売され、ケーブルを使ってテレビに繋ぐとテレビゲームが楽しめる「プラグイット機能」を搭載した斬新なロボット玩具をメインにして展開され、ゲームの中核を成すグラディオンの価格は7,980円とかなり高額だった。
また、「てれコロコミック」にて漫画版が掲載されていた。作画は三鷹公一（一話）と難波孝（二話）がそれぞれ担当。

## ストーリー

### マジカルゲート編
西暦2100年、世界はコンピューターネットワーク「ワールドリンク」によって結ばれていた。ワールドリンク上で世界中の子供たちが交流できる仮想体験世界「マジカルゲート」に、悪性の自立コンピューターシステムデリトロスが出現。機能のほとんどを侵蝕し、ワールドリンク全体、ひいては人間世界をも消滅させようと企む。
マジカルゲートを守る防衛プログラム「ウェブナイト」の1人であるグラディオンは自身とシンクロできる少年、「ウェブダイバー」結城ケントと出会う。最高のパートナーであり親友ともなる彼と共に、洗脳されデリトロスの手先となったウェブナイトと戦い、捕らわれたケントの弟の結城カイト、ライバルの浅羽ナオキ、年上の倉知ショウの3人を始めとするケントのクラスメイトと世界中の子供たちを救い、マジカルゲートの平和を取り戻すために戦うのだった。

### デリトロスゲート編
戦いを勝ち抜き、全てのウェブナイトを洗脳から解き放ったグラディオン。だが、彼と仲間たちは「デリトロスゲート」へと強制転送されてしまう。デリトロスの野望を阻止し、現実世界へと帰るため、ケントと仲間たちは冒険の旅を続ける。戦いの果て、デリトロスの攻撃は百万年の過去から続く宇宙規模の侵略であることが明らかになり、現実世界をも巻き込む最終決戦へと繋がっていく。

## 登場人物

### ウェブダイバー
結城ケント（ゆうき ケント）
声 - 小林由美子
本作品の主人公。小学4年生。信条は「男は気合と根性!ノリと勢い!」。誕生日は5月7日。
グラディオンのウェブダイバーとなり、マジカルゲートに閉じ込められた弟カイトや友人たちを救うべく奮闘する。また、当初は自身がウェブダイバーであることはグラディオンやカロン、ワールドリンク管理局の面々以外には秘密にしていた。
特技は剣道で、天性の運動神経と抜群の戦闘センスを持ち、その腕前は大人並。マジカルゲート内やデリトロスゲート内での白兵戦の際には、状況に応じてグラディオンが作り出すケント自身の大きさに合わせたサイズのグランブレードを使って戦う。機械工作も得意で、マジカルゲートにアクセスするためのプラグや扇風機のキットも製作している。その一方で洗濯・草笛・スイカの食べ方・魚の小骨を取る作業が下手だったり、空腹時は機嫌が悪かったり、自分が勝つまでテレビゲームをやめようとしなかったり、「あっち向いてホイ」に弱いといった一面も。また、アオイの宿題を写そうとしたこともある。
「傷つけられるほど元気になる」と言うなど、たまに小学生らしからぬ言動をとることがある。
グラディオンとは深い友情と信頼で結ばれている。
ダイバースーツの色は濃紫で、ビクトリーグラディオンの時は赤。
有栖川アオイ（ありすがわ アオイ）
声 - 菊池志穂
ケントの幼馴染で小学4年生。コンピューター操作に優れ、その技量は祖父である有栖川博士を凌ぐほど。誕生日は12月30日。
幼少時に両親と死別した後、有栖川博士に引き取られダイバーランドに移住する。
無関係だからという理由でケントにないがしろにされたことに憤り、カロンを脅し、勝手にマジカルステーションに乗り込むが、ウェブナイツ襲撃時にステーション内にあった分析システムを起動させ、ケントたちの窮地を救い、見事オペレーターとしての能力を発揮する。それ以降、彼女のオペレーターとしての活躍の機会は少なかったが、物語終盤では彼女の分析がデリトロスゲート侵入に役立つこととなる。最終話ではエンジェと同化し、皆の祈りの力をケントとグラディオンに届けた。エンジェと同化した状態では電脳世界内を飛行したり、頭に手をかざした相手を眠らせることが可能。
バーチャル・ダイバーランド内では、一日のスケジュールやケントの特訓プログラムを作成したりと、ショウに匹敵するほど、もしくはそれ以上のリーダーシップを発揮。アオイ自身も「私は女王様なんだから」と、ケントたちを統制することに対してノリ気な発言をしている。
ケントを尻に敷くなど、おてんばなイメージが強いが、バーチャル・ダイバーランドでサバイバルをする中、唯一の家族である祖父を恋しく思うなど、寂しがり屋な一面もある。幼少時の夢は「魔法使いになること」だったらしい。
ダイバースーツの色は赤。
当初は「実は彼女が真のボスキャラだった」という案もあった模様。
ジャン・ジャック・ジャカール
声 - 中井将貴
マジカルゲート内でケントと知り合い、友人となったフランス人の少年。小学5年生。誕生日は7月14日。
父であるフランベルク・H・ジャカールは世界有数の優秀なプログラマーの一人。父が多忙なせいか、パリ市内の一角で爺やと暮らしている。
DIVE16からガリューンのウェブダイバーとなり、ケントをサポートする。
特技はフェンシングで、その実力は中々のもの。
フェンシングのライバルは、フェンシング界で「フランスの小さな英雄」と呼ばれるシャルル・ジ・ゴール。ジャンもかなりの腕を持つが、彼に勝つのはかなり難しいらしい。また、料理が得意らしく、デリトロスゲートに飛ばされた時に皆のために料理を作っている。その腕前はケントたちの中で最も高い。
フランスに在住していたが、彼の父がデリトロスの件でダイバーランドに向かう際に頼み込んで随行してきた。マジカルゲートから子供たちが解放された後も、ダイバーランドに滞在し続けており、ケントたちと一緒にダイバーランド学校に通っている。
フランス語しか話せないが、首元の翻訳機によって、ケントたちとの意思疎通を可能としている。船、特に帆船が好きで、彼の部屋には船の絵やボトルシップが幾つも飾られている。
ケントたちの中では諌め役に回ることが多い。ダイバースーツの色は黄。
浅羽ナオキ（あさば ナオキ）
声 - 竹内順子
ケントの親友にしてライバル。小学4年生。何事にも勝たなければ気が済まない熱血漢で、百番勝負と称しケントといつも張り合っている。このケントとの百番勝負は小学校入学時より始まったもので、現在39勝40敗でナオキが負けている模様。バーチャル・ダイバーランド内でも、どちらが皆のリーダーになるかを巡って百番勝負を行っている。誕生日は8月10日。
マジカルゲートに閉じ込められた後、デリトロスに洗脳され、洗脳時のドラグオンのウェブダイバーとしてケントに勝負を挑むが、洗脳から解放された後、DIVE24から正義に戻ったドラグオンのウェブダイバーとしてケントと共にデリトロスと戦う。
一見やや粗暴な性格だが、洗脳が解けた後はそれまでの自身の行いに対する自責の念に駆られるなど、繊細な一面も持つ。
ケントに比べ手先が不器用らしく、工作などは苦手としており、料理も得意な方ではない。炊事当番時には割烹着を身に着けている。
幼稚園に通う妹・ユカリがおり、彼女にスポーツを薦めるなど妹思い。特技は相撲で、ユカリが彼のために作ったお守りにも力士を模したものがある。
ダイバースーツの色はオレンジ。なお、ブーツのデザインがケントたちのものとは異なっている。
倉知ショウ（くらち ショウ）
声 - 甲斐田ゆき
ケントのクラスメイトで一つ年上の小学5年生。頼りになるクラスのリーダー的存在。冷静沈着かつ理論的な思考の持ち主で、彼のアイディアは幾度もケントたちを救っている。誕生日は2月4日。
何でもそつなくこなす器用な少年で、その端正な容姿もあってか、クラスの女子からの人気は高い。クールな外見に反して性格は優しく温厚だが、デリトロスに洗脳された時はケントたちから高い信頼を得ていたことを利用され、単身でダイバーランドに潜入し、マジカルワクチン破壊工作の実行を命じられることとなる。その際には、普段の彼とは思えないほど手段を選ばない残虐な性格に変貌し、ケントを苦しめた。皮肉にもそのマジカルワクチンの研究開発に携わっていたのは実姉のレナである。また、ペガシオンメットを装着してその効果を使用していた他、ダイタリオン内でのケントとの白兵戦の際にはペガシオンの武器であるミラージュソードを使用していた。
幼少時は病弱で一時は危うい状態に陥ったこともあったらしく、治療を受けるために姉レナとダイバーランドにやって来た。病院にいることが多かったせいか、薬の知識に精通しており、ラーダの策略で怪我をしたカイトのために、海に沈んだ病院に潜入し、薬を探し当てている。洗脳されていた時はペガシオンのウェブダイバーだったが、洗脳が解けた後はケントと共にグラディオン復活を手助けし、ダイタリオンのウェブダイバーとしてデリトロスと戦った。なお、共に洗脳されていたナオキと違い、洗脳時の記憶は一切失っている。
一見非の打ち所もない完璧な人物に思われがちだが、人参が大の苦手で、本人いわく「気絶するぐらい苦手」。ただし、ジャンがバーチャル・ダイバーランドで初めて作った料理には人参と思しき食材が入っていたが、何の問題も無く食べている描写がある。
バーチャル・ダイバーランドでは、風車やイカダやソリだけでなく、通信機まで製作しており、この手の道具の製作を得意としている模様。カイトとは仲が良く、己の立ち位置について悩む彼を励まし、助言を与えたりするなど、ある意味実兄・ケント以上の兄らしさを発揮している。
ダイバースーツの色は藍色。
結城カイト（ゆうき カイト）
声 - 高木礼子
ケントの弟。小学1年生。兄・ケントに憧れる一方で、何でもこなしてしまう兄の器用さを羨ましく思っている。
マジカルゲート編ではケントがカイトをデリトロスから救うことがストーリーの中核になっている。デリトロスによってマジカルゲート内に閉じ込められ、行方不明となるが、ケントとグラディオンの活躍により無事現実世界へと帰還する。甘えん坊で、頼りないところもあるが、自分にできることをしようと奮闘する。ショウとは仲が良く、筏作りを手伝ったり、兄には話せない自身の悩みを打ち明けたりすることもある。
DIVE37からワイバリオンのウェブダイバーとなって、ケントたちを援護する。
ダイバースーツの色は緑で、ビクトリーグラディオンの時は黄緑。
カロン
声 - 甲斐田ゆき
ケントの父親・タケトが作ったミニコン。製造日は5月17日。
現在はマジカルゲートの管理プログラムがインストールされており、他にも、本物と偽者を見分けるスキャン機能など、多彩な機能を持つ。しかし、ケントに化けたリュウトを見破ることはできなかった。ただし、それはリュウトの化けた偽ケントが、本物のケントと全く同じ身体能力などを持っていたためである。
デリトロスとの戦いを続けるケントをサポートするために、DIVE02でグラディオンから送られた。語尾に「～ピョコ」を付けて話す。ちなみに人格は女性である。

### ダイバーランド小学校の生徒
ダイバーランド小学校に通うケントたちのクラスメイト。マジカルゲート編ではケントを除いた男子生徒が、マジカルゲート内に閉じ込められ、デリトロスに洗脳（カイトは除く）。それぞれの洗脳されたウェブナイトのウェブダイバーとしてケントとグラディオンを襲ったが、彼らの活躍により全員救出された。男子生徒のダイバースーツの色はケントと同じ濃紫だが、アオイ以外の女子生徒のダイバースーツの色は劇中では明かされていない。

#### 男子生徒
桜庭コウジ（さくらば コウジ）
声 - 前川優子
海洋科学の第一人者桜庭博士の一人息子。父親の血を受け継いだのか、彼も自分で熱帯魚の観察日記をつけるなどの魚好きである。誕生日は8月15日。
マジカルゲートに閉じ込められた後、デリトロスに洗脳され、洗脳時のシャークオンによってウェブダイバーに選ばれるが、ケントとグラディオンによって救出される。その後はマモル・キョウイチ・親王ブラザーズと共にマジカルゲート編でのケントたちの戦いをサポートした。
三条寺マモル（さんじょうじ マモル）
声 - 黒河奈美
カイトの親友の関西弁を操る少年で、小学1年生。しかし彼自身は関西育ちではなく、両親の喋りがそのまま身についたようである。誕生日は9月23日。
マジカルゲートに閉じ込められた後、デリトロスに洗脳され、洗脳時のグリフィオンによってウェブダイバーに選ばれるが、ケントとグラディオンによって救出される。なお、当初ケントには洗脳時のグリフィオンのウェブダイバーがカイトと思われていた。
井原キョウイチ（いはら キョウイチ）
声 - かかずゆみ
服をこよなく愛するケントのクラスメイトで、小学4年生。誕生日は11月29日。
常に服の汚れに気をつけており、何よりも自分の服が汚れるのを嫌う潔癖症な性格。なお、同じデザインの服を何着も持っているらしい。一見キザっぽくイヤな少年に見えるが、憎めないところがある。
マジカルゲートに閉じ込められた後、デリトロスに洗脳され、洗脳時のフェニクオンによってウェブダイバーに選ばれるが、ケントとグラディオンによって救出される。
親王トモヤ（しんのう トモヤ）
声 - 川崎恵理子
ケントのクラスメイトである小学6年生。双子の弟トモユキと合わせて「親王ブラザーズ」と呼ばれている。高飛車な態度をとっているが、根は優しい性格であり、態度にはっきりとは表れないものの、弟をいつも気遣うなど弟思いな一面もある。誕生日は12月13日。
トモユキとは容姿もそっくりな双子であるが、性格は正反対で、身長も弟トモユキより1cm高い162cm。また、手先が不器用でチマチマしたことを嫌い、模型作りを趣味とするトモユキと違って、空手を特技としている。
マジカルゲートに閉じ込められた後、デリトロスに洗脳され、洗脳時のケルベリオン（ゴレムオン）によってウェブダイバーに選ばれるが、ケントとグラディオンによって救出される。
親王トモユキ（しんのう トモユキ）
声 - 高木礼子
トモヤの双子の弟。同じく小学6年生。高飛車な態度を取る兄トモヤとは正反対で、物腰は柔らかい性格。トモヤ同様、誕生日は12月13日。
手先が器用で文科系の能力に秀でており、兄であるトモヤを慕っている。
マジカルゲートに閉じ込められた後、デリトロスに洗脳され、洗脳時のオルトリオン（ゴレムオン）によってウェブダイバーに選ばれるが、ケントとグラディオンによって救出される。
原ツバサ（はら ツバサ）
声 - 伊東みやこ
ケントのクラスメイトで、小学3年生。ショウ・ナオキ・ケントとはいつも一緒に遊ぶ間柄である。誕生日は11月11日。
マジカルゲートに閉じ込められた後、デリトロスに洗脳され、洗脳時のライガオンによってウェブダイバーに選ばれた。その後、タイムエリアにてショウと共に洗脳時のダイタリオンのウェブダイバーとなって再登場。ケントとの白兵戦の際にはライガオンの武器であるエレクトリックランサーを使用していた。ケントとグラディオンの活躍によりデリトロスから開放された。

#### 女子生徒
皆本アヤノ（みなもと アヤノ）
声 - 川崎恵理子
ケントのクラスメイトの女子生徒。ショウに最も好意を抱いており、DIVE01ではショウの後ろに付いている描写がある。また、彼女にはダイバースーツ姿の設定画が存在する。誕生日は9月9日。
綾瀬ミナモ（あやせ ミナモ）
声 - 黒河奈美
ケントのクラスメイトの女子生徒。シラベとは仲が良い。誕生日は10月1日。
琴原シラベ（ことはら シラベ）
声 - 前川優子
ケントのクラスメイトの女子生徒。ミナモと仲が良い。誕生日は3月19日。
財津ミヨ（ざいつ ミヨ）
声 - 伊東みやこ
ケントのクラスメイトの女子生徒で、カイトとマモルと同じ小学1年生。カエルを模した帽子を被っており、語尾に「～だわさ」と付けて話す。ケントに好意を抱いているが、ショウに気のある描写を見せたこともある。誕生日は6月6日。
佐方トウカ（さかた トウカ）
ケントのクラスメイトの女子生徒。誕生日は2月8日。
太宰アミ（だざい アミ）
ケントのクラスメイトの女子生徒。誕生日は8月1日。
占部ヒナ（うらべ ヒナ）
ケントのクラスメイトの女子生徒。誕生日は8月30日。
渡辺マユ（わたなべ マユ）
ケントのクラスメイトの女子生徒。誕生日は10月20日。
臼井チサト（うすい チサト）
ケントのクラスメイトの女子生徒。誕生日は1月22日。

### ダイバーランドの人々
結城タケト（ゆうき タケト）
声 - 大倉正章
ケントとカイトの父親。ワールドリンク管理局のマジカルゲート管理主任を務める。ケントとカイトの剣の師で、自身の腕前は達人級。誕生日は8月10日。
小さいことは気にしない豪快な性格だが、一方でカロンを作るなど、手先の器用な一面を持つ。過酷な戦いを続けるケントにとって誰よりも頼れる存在である。
中盤にてダイタリオンの罠によりダイバーランドにおびき出され、囚われてしまう。しかし、ケントたちの活躍によってカイトと共に無事救出された。
結城ナツコ（ゆうき ナツコ）
声 - 川崎恵理子
ケントとカイトの母親で、優しく美しく料理が得意な良妻賢母。誕生日は2月12日。
行方不明になったカイトの安否を誰よりも心配しており、毎食カイトの分の食事も用意している。カイト帰還後、久々に家族で団欒を楽しむが、ケントたちがデリトロスゲートに転送されたことにより再び離れ離れになってしまう。しかし、デリトロスとの決戦後、無事ケントたちとの再会を果たす。
有栖川博士（ありすがわ はかせ）
声 - 飛田展男（ナレーションも兼任）
アオイの祖父であり、世界中のネットワークを管理するワールドリンク管理局の総責任者。幼くして両親を失ったアオイを引き取り、以後、彼女の唯一の家族としてアオイを見守る。両親を亡くし寂しさに沈むアオイが、彼がマジカルゲートなどを開発するきっかけとなったらしい。誕生日は10月19日。
ワールドリンク・ダイブシステム・マジカルゲートなどネット関連の発明は多数。ウェブナイトたちも彼が創造したもので、マジカルゲート防衛プログラムとして機能するはずだった。
浅羽ナオジロウ（あさば ナオジロウ）
声 - 立木文彦
ナオキの父。ダイバーランドにて、建設関連の仕事に従事している。ケントの父・タケトとは学生時代からの友人で、ケントとナオキ同様に、タケトと百番勝負をしていた。その勝負は今も続いており、現在勝負数は123番目まで。ただし勝敗数は不明となっている。ワールドリンク管理局の建築にも携わっている。
浅羽ミドリ（あさば ミドリ）
声 - 甲斐田ゆき
ナオキの母。
浅羽ユカリ（あさば ユカリ）
声 - 牧野芳奈
コミュニティーセンター内の幼稚園に通っているナオキの妹。ナオキのことを「お兄ちゃま」と呼んで慕っている。幼稚園児なので、マジカルゲートにまだ入ることはできない。
弓道を習っているが、これは、ナオキが彼女にスポーツを薦めたことによるものである。調子の悪い中でも3位入賞を果たしており、弓の才能はあるらしい。
倉知レナ（くらち レナ）
声 - かかずゆみ
ワールドリンク管理局で職員として働いているショウの姉で、彼にとっての唯一の肉親。年齢は二十代前半。
病気だった幼いショウを治療するため、中学3年生の時に、世界でも有数の設備が整っている病院のあるダイバーランドへと急遽引っ越してきた。両親はおらず、詳細は明らかにされていない。ワールドリンク管理局での仕事は、ワクチンプログラムの研究開発。デリトロスに対抗するマジカルワクチンは彼女が開発したものである。
桜庭博士（さくらば はかせ）
声 - 川島得愛
桜庭コウジの父親。科学技術偏重の時代に反発し、コンピューターに頼るのを嫌う性格。
海洋科学研究所の所長を務める他、研究所に隣接している水族館の館長も兼任している。
マモルの母
声 - 中西裕美子
三条寺マモルの母親。
大原シオン（おおはら シオン）
声 - 飛田展男（ナレーションも兼任）
ケントたちの担任の先生で、生徒思いの良い先生。
外見とは裏腹に体育会系で、体を動かすのが大好き。そのためか、事あるごとに授業を体育にしてしまうらしい。
ススム（クレジットは「職員A」）
声 - 鈴村健一
ワールドリンク管理局の男性職員。
ピョン太（ピョンた）
声 - 中井将貴
ダイバーランド小学校で飼われているウサギたちのリーダー的存在。カイトが飼育係として世話をしていた。彼が行方不明になってからはケントとアオイが世話をしている。
オルトリオンによって巨大化した姿はウサギとは思えぬほどにマッチョ。
デリー
有栖川家で飼われている犬。本編ではアオイが散歩に連れて行っている姿が見られる。

### その他の人々
有栖川ミカ（ありすがわ ミカ）
声 - 内川藍維
若くしてこの世を去ったアオイの母親。有栖川博士は、彼女をモデルにエンジェをプログラムした。
博士の机には、幼いアオイと寄り添う在りし日の彼女の写真が飾られている。
前期EDには、彼女と思われる女性の姿があり、窓越しにケントたちの様子を見つめている。
クロル
声 - 成瀬誠
突如、ケントたちのいるバーチャル・ダイバーランドに現れた種子状の物質（シード）から現れた少年。発見された時は赤ん坊の姿をしていたが、その後、急速に成長。パソコンなどの情報端末に自身の身体を直接接続することにより、データを読み取ることができる。
その正体は、100万年前にデリトロスに滅ぼされた惑星の唯一の生き残り。グラディオンとも面識があり、かつては同じ恒星系に住む仲間で、宇宙戦士武道大会で優勝をかけて戦った仲でもある。デリトロスに一人立ち向かうグラディオンに触発され、他の惑星に住む戦士たちと共に立ち上がるが、グラディオンと同様にデリトロスの自爆に巻き込まれ肉体を失ってしまう。その後、データノイドとなりネットワークの中を彷徨っていたが、ケントたちの前にその姿を現した。データノイドとなって以降は敵の体に突撃して貫通させ、それと共にその敵の背中に巨大な花を咲かせる技を使う。
ケントたちと友好的な関係になるが、自身がバーチャル・ダイバーランドに現れた影響で疑似空間のバランスが崩れ、ジャンとショウが存在を保てなくなり一時的に消滅。ケントたちも自身を追って現れたジェラードによって苦戦を強いられ、自身の居場所がないことを悟った彼は本来の姿に成長し、ケントたちに加勢する。ジェラードにダメージを与えるが、反撃を食らい倒れる。しかし完全に死亡したわけではなく、小さな花の形態に変化してケントたちに見守られながら復活の時を待つこととなる。
老騎士
声 - 野島昭生
ジャンの先祖。
フランベルク・H・ジャカール
声 - 小西克幸
ジャンの父で、世界有数の実力を持つプログラマー。その一人として、ダイバーランドの危機を救うべく、ダイバーランドに招かれた。
緊急時に大人をマジカルゲートにダイブさせるネオダイブシステムの開発者の一人。
シャルル・ジ・ゴール
フェンシング界で「フランスの小さな英雄」と呼ばれる実力者。その腕前は、かなりの腕を持つジャンでさえも勝つのが難しいとされるほどで、ジャンのライバルとも言える存在である。
マジカルゲートに閉じ込められた後、デリトロスに洗脳され、洗脳時のガリューンにウェブダイバーとして選ばれるが、デリトロスによってガリューン共々暴走してしまう。その後、ケントとグラディオンによって救出された。

### マジカルゲートとウェブナイト
エンジェ
声 - 内川藍維
マジカルゲートの自律管理プログラム。その容姿は見る者によって異なっており、背中に羽虫を思わせる羽根を生やした妖精のようなエンジェの今の姿は、ケントたちがイメージしたものである。
世界中の子供たちの意識データが集うマジカルゲートの全てを司っており、エンジェが正常に起動している限りマジカルゲートは人間の管理を必要としない。
最終話で、ケントとグラディオンを思う皆の"祈りの力"を、アオイを触媒として届けた。第二期EDの最後に現れた子供のようなエンジェの正体は、エンジェの媒介となったアオイの姿である。
人格のモデルはアオイの亡き母・有栖川ミカ。

#### グラディオンサイト
グラディオン
声 - 杉田智和（タイトルコールも兼任）
ウェブナイトのリーダー。唯一デリトロスの洗脳から免れた騎士型ウェブナイトで、マスターウェブナイトの一体である。蒸気機関車に変形する。正々堂々戦うことを信条として、決して悪に屈しない強い心を持つ。一人称は「私」。
その正体は地球から240万光年離れたアンドロメダ星雲第98恒星系惑星クーリアに住む有翼人（クーリア人）の戦士。同じ恒星系の間で行われた「宇宙戦士武道大会」で優勝した誰もが認める宇宙最強の戦士であり、デリトロスの侵略に対し、危険を顧みず一人立ち向かっていった。
その活躍はクーリアの人々に希望を与え、彼の勇気は他の惑星の戦士たちを立ち上がらせることとなる。そして、いつしか「勇者」と呼ばれるようになっていた。
しかし、デリトロスとの戦いは相打ちに終わり、惑星クーリアは滅亡。コンピューターにプラグイットして戦っていた自身は肉体を失ってデータだけの存在となり、自責の念とともに宇宙のネットワークを漂っていたが、100万年後、地球のネットワーク＝ワールドリンクに漂着する。自律管理プログラム・エンジェと出会ったことで、再び正義のために戦うべく、子供たちの笑顔を守るために、マジカルゲートを守護するウェブナイトとして生まれ変わった。ケントとウェブダイブすることで進化し、他のウェブナイトと合体することが可能になった。最初から合体することが想定されたワイバリオンとの合体ではビクトリーグラディオンとなり、ウェブダイバーであるケントとカイトに白い翼が生え、ダイバースーツのカラーリングが変わる。
中盤にて洗脳されたダイタリオンに特攻して相討ちとなったが、残存したデータは洗脳が解けたダイタリオンによって時間を止められて保存されており、ケントのクラスメイトを始めとする世界中の子供たちが力を与えたことによって復活した。終盤ではダークグラディオンとの初戦で大ダメージを受けて大破し、記憶喪失となった上消滅の危機に陥るが、ウェブダイブして彼の精神世界に向かったケントから心の力を与えられて記憶を取り戻し、復活した。最終決戦においてケントと共に足の無い長大な下半身を持った天使を思わせる電脳体データノイドおよび、剣を装備した過去の自身の姿を模した現実体データノイドとなる。現実世界と電脳世界の惑星クーリアでのデリトロスとの死闘の末、爆発に巻き込まれるが、無事に生還した。
必殺技は手持ち武器の剣「グランブレード」で敵を斬る「ブレイク・ザーン」。この技はデリトロスに洗脳されたウェブナイトを元に戻すことができる。ビクトリーグラディオン時はV字に斬る「ビクトリー・ザーン」で、カイトがワイバリオンのウェブダイバーになったことで∞の字に斬る「ビクトリー・ザーン・マキシマ」にパワーアップする。グランブレードが変形した銃「グランマグナム」は「ブレイク・シュート」というブレイク・ザーンと同じ効果を持つ必殺技を放てるが、作中ではあまり使われなかった。攻撃を防ぐ「グランシールド」、両肩から連射する「グランバルカン」、右腕の2連ビーム砲から発射する「グランブラスター」、右拳からエネルギーを放つ「グランパンチ」など武器は多彩。戦闘時はグランアーメットで顔をガードする。なお、グランアーメットをした状態のグラディオンの外見は、仮面を付けた彼自身の過去の姿を模している。
- 管理防衛担当エリア：マジカルステーション
- ウェブダイバー：結城ケント

ジャガオン
声 - 川島得愛
風を操る豹戦士型ウェブナイトで、スポーツカーに変形する。一人称は「おいら」。
困っている人を見逃せない優しい心の持ち主だが、少々おっちょこちょい。誰よりも仲間のことを信頼し、DIVE48にて復活したガイムーオに捨て身の特攻をするなど、仲間の危機には我が身も省みない。特攻後はDIVE49で有栖川博士によってデータを回収され、DIVE52において他のウェブナイトたちと共に復活した。
スピードでは、全ウェブナイトの中でもトップクラスの実力を誇る。
デリトロスに洗脳された際はダイバーランド中に突風を発生させた。なお、洗脳されたウェブナイトのうち、彼だけがウェブダイバーを持っていない。
必殺技は右腕のビーム砲からエネルギー弾を発射する「ガトリングバスター」。アタックモードでグラディオンに合体するとグラディオンガトリングモードになり、発射するガトリングバスターも強力になる。
- 管理防衛担当エリア：ウィンドエリア
- ウェブダイバー：なし

シャークオン
声 - 吉野裕行
水中戦を得意とする鮫戦士型ウェブナイトで、ホバークラフトに変形する。一人称は「俺様」。
グラディオンたち一行の切り込み隊長で、考えるより先に行動してしまう典型的な猪突猛進タイプ。しかし、それが災いして敵の挑発にすぐ乗ってしまうトラブルメーカーな面も。だが、憎めない奴である。ウェブナイトたちの中では唯一居眠りをしている描写がある。DIVE49にてゴレムオンに続く形でグリフィオン・フェニクオンと共に復活した残り3体のデリトロスモンスターたちに特攻したが、DIVE52で全員復活した。
純粋な攻撃力だけならグラディオンに勝るとも劣らない力の持ち主。カロンの代わりにオペレーションをすることもある。
デリトロスに洗脳された際は怪音波で魚介類を凶暴化させていた。
必殺技は高圧水流を発射する「アクアトルネード」。アタックモードでグラディオンに合体するとグラディオンアクアモードになり、両肩から発射するアクアトルネードで敵を吹き飛ばし、炎も消火する。
- 管理防衛担当エリア：リュウグウエリア
- ウェブダイバー：桜庭コウジ（洗脳時）

グリフィオン
声 - 中村悠一
大空のグリフォン型ウェブナイトで、ジェット戦闘機に変形する。一人称は「私」。
ウェブナイトたちのまとめ役兼作戦参謀でもあり、理知的で冷静な性格だが激情家で、曲がったことや間違ったことを嫌う。また、自分の信念は決して曲げない頑固者な一面も持つ。
デリトロスに洗脳された際はダイバーランド中のあらゆる物に羽を生やして飛び回らせた。
必殺技は敵を追尾するミサイルを発射する「ホーミングショット」。アタックモードでグラディオンに合体するとグラディオンホーミングモードになり、背中から発射されるホーミングショットは敵に命中するまで追尾する。
- 管理防衛担当エリア：スカイエリア
- ウェブダイバー：三条寺マモル（洗脳時）

ガリューン
声 - 小西克幸
戦いと孤独を愛する漂泊の龍戦士型ウェブナイトで、グラディオンの親友。右目に眼帯を付けた龍頭の付いた帆船に変形する。一人称は「俺」。
常に一人で行動し、自分以外の何者も頼ろうとしない孤高の戦士で、いかなる逆境にも屈しない強靭な精神力と忍耐力を持ち、マジカルゲートの平和のためだけに動いている。その精神力は自力でデリトロスの洗脳を打ち破るほど。彼にとって友と呼べる存在はグラディオンだけであるが、同時に常に対等でありたいと願うライバル的な関係でもあり、ジャンを自分のウェブダイバーとして選んだ時にはジャンの同意の下でグラディオンに決闘を挑んだこともある。
デリトロスに洗脳されてグラディオンと初めて戦った際はビークルモードで彼のファイターモードと互角に戦ったこともある。また、グラディオンとの対決の最終戦では、完全にデリトロスに洗脳されて理性を失い、攻撃方法が単純になったためにグラディオンに勝機を与えることとなった。また、洗脳された際には現実世界に映した龍のような形状をした雷のビジョンから電撃を発射してダイバーランドを攻撃し、さらにそれを介してケントと会話していた。DIVE52では、マジカルステーションに迫るデリトロスアイを他のウェブナイトたちとの一斉攻撃で倒した。
必殺技は口から発射する超強力光線「シャイニングボルト」（DIVE30で洗脳時のライガオンを倒し、データの状態に戻している）。アタックモードでグラディオンに合体時はグラディオンシャイニングモードになり、シャイニングボルトもより強力な「スーパーシャイニングボルト」にパワーアップする。普段は尻尾に仕込まれている手持ち武器の青龍刀・「ガリューンソード」や、ビークルモードの船底部分となる盾も装備している。盾には複数の大砲を備えており、左右からミサイルを発射可能。
当初はグラディオンサイトに所属するウェブナイトの一体に過ぎないという設定であったが、後にグラディオンと並ぶマスターウェブナイトの一体であるという設定に改められている。
- 管理防衛担当エリア：アスリートエリア
- ウェブダイバー：シャルル・ジ・ゴール（洗脳時）→ジャン・ジャック・ジャカール

フェニクオン
声 - 鈴村健一
己と相手を見極める知恵を誇る不死鳥型ウェブナイトで、未来型新幹線に変形する。一人称は「ミー」。
明るく行動力のある目立ちたがり屋で、陽気に振舞う反面、誰よりもマジカルゲートの平和を考え、それを脅かす敵を憎んでいる。ウェブナイツの副長であり、ウェブナイトたちの雰囲気を明るくするムードメーカーでもあるが、劇中で彼が口にする「ファイヤープリンス」とは、誰も呼んでくれない、完全な自称である。
ウェブナイト随一の知恵者で、グラディオンによれば「炎を操るが、最大の武器は恐ろしく回るその知恵」である。
デリトロスに洗脳されていた時は水道の蛇口などから火を噴き出させて炎で空を覆い、ダイバーランドを火の海にしようとした。性格も他のウェブナイトを「ゴミクズ」呼ばわりするなど、かなり過激になっていた。また、ヒートウェーブ使用中に、洗脳時のキョウイチを苦しめた。
アタックモードとなって、グラディオンと最初に合体したウェブナイトでもある。
必殺技は鋼鉄をも溶かす炎で攻撃する「ヒートウェーブ」。アタックモードでグラディオンに合体するとグラディオンヒートモードになり、胸から発射されるヒートウェーブは超高温の炎で敵を焼き尽くす。
- 管理防衛担当エリア：マグマエリア
- ウェブダイバー：井原キョウイチ（洗脳時）

ケルベリオン
声 - 宮下道央
攻撃力に秀でたケルベロス型ウェブナイトで、カッター装備の戦車に変形する。一人称は「俺達」。
オルトリオンの双子の兄で、固い信頼で結ばれている。性格は好戦的かつ暴力的であり、口が悪く、乱暴なところをオルトリオンに諌められることがよくある。やり過ぎて弟の世話になる時だけは小さくなる。
戦闘時は主にオフェンスを担当。また、隠密活動も得意。
デリトロスに洗脳された際は自身の作った迷宮にケントとグラディオンを閉じ込め、彼らをそれまでに登場したウェブナイトたちのコピーと戦わせた。
必殺技はカッターで敵を切り裂く「スパイラルカッター」。アタックモードでグラディオンに合体するとグラディオンカッターモードになり、スパイラルカッターで敵を切り裂き、隠れた敵も見つけ出す。
- 管理防衛担当エリア：サファリエリア
- ウェブダイバー：親王トモヤ（洗脳時）

オルトリオン
声 - 陶山章央
防御力に秀でたオルトロス型ウェブナイトで、ドリルタンクに変形する。一人称は「僕達」。
ケルベリオンの双子の弟で、兄とは違って大人しく頭脳明晰。少々気が弱く周りに遠慮してしまうが、兄に対してだけは厳しい。また、兄のフォローをするのも彼の役目である。
戦闘時は主にディフェンスを担当する。兄と同様に隠密活動が得意。
デリトロスに洗脳された際は人語を話せるようにした動物たちを操ってダイバーランドをパニックに陥れ、さらに動物たちを人間大に巨大化・凶暴化させて暴れさせた。一度はグラディオンに倒されるも、兄のケルベリオンとトモユキの兄であるトモヤが現れ、自身がすぐ復活した直後に撤退する。
必殺技は岩をも砕くドリルを発射する「ジャイアントドリル」。アタックモードでグラディオンに合体するとグラディオンドリルモードになり、ジャイアントドリルは全ての敵を破壊する。
- 管理防衛担当エリア：サファリエリア
- ウェブダイバー：親王トモユキ（洗脳時）

ゴレムオン
声 - 宮下道央、陶山章央
ケルベリオンとオルトリオンが合体した姿であり、攻撃力に優れたケルベリオンと防御力に優れたオルトリオンの力と技を併せ持つゴーレム型ウェブナイト。一人称はケルベリオンでは「俺」、オルトリオンでは「僕」。頭部を入れ替えることで人格が変化する。DIVE49にて合体し、マーナ・イータに特攻するが、DIVE52にて復活した。
デリトロスに洗脳された際は特殊な霧を発生させ、ケントの偽物（ドッペルゲンガー）を出現させて子供たちの信用を失墜させたり、自身をグラディオンに偽装した。また、分離した状態でどちらか一方しか倒さなかった場合は洗脳が解けずにすぐ復活するため、二体同時に倒すしかない。
ケルベリオンのカッターで敵を切り裂き、オルトリオンのドリルで敵の攻撃を弾き返す戦法を特意とする。スタミナとメモリーが高いが動きはやや鈍い。
- ウェブダイバー：親王ブラザーズ（洗脳時）

トリケラオン
漫画版のみ登場。胸部に時計の意匠を持つトリケラトプス戦士型ウェブナイト。ダイタリオン同様時を操る能力を持ち、「時の番人」の異名を持つ。
デリトロスに洗脳された際はダイバーランドの住民たちの年齢を操り、アオイを老婆にしてしまった。
必殺技は浴びた相手を石化する「時間衝撃波（じかんしょうげきは）」。
他のウェブナイトたちとは違って玩具化はされておらず、幻のウェブナイトといえる存在である。
- ウェブダイバー：なし

#### ドラグオンサイト
ドラグオン
声 - 川田紳司
忠義に熱いドラゴン型ウェブナイトで、マスターウェブナイトの一体。大型キャリアトレーラーに変形する。一人称は「俺」。
洗脳時にはブラックウェブナイトを従えグラディオンと幾度も戦い、強力な流星雨攻撃「プラネットストライク」でグラディオンを何度も苦しめた他、ウェブモンスターを生み出したり、ダイバーランド中を人間を包み込んで捕らえる闇で覆ったりした。
弱点は火属性。相手を石化する「スターダストレイザー」を使用することができるが、これはフェニクオンなどの火炎攻撃によって解除することが可能。
誰よりも仲間を大切に思っているが、表に出すことは無く、戦闘時は常に最前線に出る。洗脳が解けた後はドラグオンサイトで復活の時を待っていたが、そこに現れたデリトロスに苦戦するケントとグラディオンを見て自信を失いかける。しかし、ナオキの説得により自信を取り戻し、彼のパートナーとなった。DIVE50でダイタリオン・ペガシオン・ライガオンと共にグラディオンのコピー戦士たち3体に特攻するが、DIVE52にて他のウェブナイトたちと共に復活した。
必殺技はキャノン砲から発射する「ブラックホールキャノン」（DIVE30で洗脳時のペガシオンを倒し、データの状態に戻している）。アタックモードでグラディオンに合体時はグラディオンキャノンモードになり、「スーパーブラックホールキャノン」にパワーアップする。
- 管理防衛担当エリア：コスモエリア
- ウェブダイバー：浅羽ナオキ（洗脳時→洗脳解放後）

ワイバリオン
声 - 小西克幸
デリトロスから逃れるため、長い間ジュラシックエリアで眠り続けていた飛竜型ウェブナイトで、離着水式プロペラ飛行機に変形する。一人称は「俺」。
グラディオンにとっては兄弟のような存在。飛行能力ではウェブナイトたちの中で最も優れている。また、子供の心に敏感で、ケントたちの力になりたいと思うカイトの心に反応を示しており、そのことがカイトを自分のウェブダイバーにするきっかけとなった。目覚めた当初はドラグオンの攻撃で起こされたこともあって、ケントたちを敵と勘違いして攻撃を加えたが、ケントの説得により仲間に加わる。デリトロスとの決戦ではグラディオンと合体してデリトロスと対決するが、DIVE52にてエンジェと一体化したアオイによって眠らされたケントを託し、グラディオンと分離してケントを地球に送り届けた。
他のウェブナイトと違って純粋にグラディオンとの合体を想定された戦士であり、ウィングに変形合体してグラディオンの機動性を飛躍的に高めることができる。
さらにカイトがウェブダイブした状態で両者が合体すればグラディオンの力を最大限に引き出すビクトリーマキシマというモードを発動する。
武器は口から発射するビーム砲「ハウリングゲイザー」と肩部から発射するバルカン砲「セルランチャー」。
- 管理防衛担当エリア：グラビトンエリア
- ウェブダイバー：結城カイト

#### ダイタリオンサイト
ダイタリオン
声 - 飛田展男
マジカルゲート編での最後の敵。時間を操ることができる巨神型ウェブナイトで、マスターウェブナイトの一体。本人も「時の神」を自認している。大型飛行船に変形する。一人称は「我」。
巨躯の印象に反し、瞬間移動を駆使しての素早い攻撃を得意とする。
無限のエネルギーを有しており、本気を出せば3秒間だけ時間を戻すことも可能。両腕の二対のミサイル砲と胸部から展開する胸部パーツからミサイルを発射する。手持ち武器は胸部パーツが変形した斧型の「ダイタアックス」。
優れた判断力を持つ天才騎士で、その力はグラディオンを凌ぐことすらある。物事に冷静に対処するその姿は周囲に冷たい印象を与えることもある。戦闘に関しては特出した能力を持つが、精神的な情緒に欠けている。
デリトロスに洗脳された際はダイバーランド中の時計や管理局員たちの時間を戻し、子供にまで若返らせた。また、自己修復プログラムを備えていたため、一度倒しただけでは洗脳が解けずに復活した。復活後は洗脳の影響で、体内の吹雪が吹き荒れる雪原や時計台、恐竜の生息する古代の地球や宇宙空間、花畑が点在する異空間にタケトとカイトを閉じ込め、盾として使う卑劣な面を見せた。なお、自己修復プログラムは一度しか効果が無く、二度目に倒した際に洗脳が解けた。
頭部はタイタンという独立した小型戦士に分離することができ、その頭部も変形したライガオンやペガシオンに換装することが可能。タイタンは単独でもウェブナイト1体に匹敵する実力と目からの光線によるジャギサーチ能力を持ち、戦闘時は胸部からの光線や全身を発光させて放つエネルギー波を駆使して戦う他、手に持ったダイタアックスを操ったり、投げて使用する。ちなみにタイタンの一人称は「私」。
そして両腕にペガシオンとライガオンを装着合体することでダイタリオンプライムとなる。
必殺技は胸から発射する「アックスノヴァ」を初め、「ダイタスマッシュ」・「ダイタストーム」など様々な技を持つ。アタックモードでグラディオンに合体時はグラディオンノヴァモードになり、アックスノヴァも「スーパーアックスノヴァ」にパワーアップ。プライム時は胸と両腕から発射する「プライムノヴァ」が必殺技。
- 管理防衛担当エリア：タイムエリア
- ウェブダイバー：倉知ショウ（洗脳時）、原ツバサ（洗脳時）→倉知ショウ（洗脳解放後）

ペガシオン
声 - 鈴村健一
幻覚攻撃を得意とするケンタウロスのような下半身とユニコーンのような角を持つペガサス戦士型ウェブナイトで、ロードバギーに変形する。一人称は「俺」。
冷徹で常に勝利を第一とするウェブナイト。全体を見通す目を持ち、戦いの中では的確な判断で戦況を有利に運ぶ。一方で、独特の美意識を持ち、物事をスマートに美しく運ぼうとするナルシストな一面も持つ。
デリトロスに洗脳された際は光ケーブルなどをクラッシュさせていた。一度はグラディオンに倒されたが、洗脳時のツバサに回収され、後にタイムエリアで復活を果たす。しかし、最後はドラグオンに倒され、カロンにデータを回収される。
ダイタリオンと合体する時はアームモード（右腕）かヘッドモードになる。
武器は手持ち武器の双剣「ミラージュソード」と両肩から発射する「ペガスビーム」、そして自分の分身を作り出して相手を惑わせる光の迷宮「クリスタルメイズ」。ミラージュソードから放つ光の剣で敵を真っ二つにする。
ヘッドモードではダイタリオンペガスとなり、「スーパーミラージュソード」で攻撃する。
- 管理防衛担当エリア：クリスタルエリア
- ウェブダイバー：倉知ショウ（洗脳時）

ライガオン
声 - 中村悠一
冷徹な性格で狙った獲物は確実にしとめる獅子戦士型ウェブナイトで、ジャイロヘリコプターに変形する。一人称は「私」。
戦いでは常に勝つことのみを求める性格ゆえ、仲間に対しても自らの邪魔をする者、戦闘の邪魔になる者は容赦なく排除する。オーロラに身を隠しながら戦う。
デリトロスに洗脳された際は電磁波でオーロラを発生させ、それにより発生した磁力をダイバーランドの住民たちの体に帯びさせて住民同士をくっ付かせた。一度はグラディオンに倒されたが、洗脳時のショウに回収され、後にタイムエリアで復活を果たす。しかし、最後はガリューンに倒され、カロンにデータを回収される。
ダイタリオンと合体する時はアームモード（左腕）かヘッドモードになる。
武器はビークルモード時に両翼のプロペラを発射する「ライガスライサー」。ファイターモード時の手持ち武器・「エレクトリックランサー」から発する「ランサープロテクト」は防御力に優れている。
ヘッドモードではダイタリオンライガになり、「スーパーエレクトリックランサー」で攻撃する。
- 管理防衛担当エリア：オーロラエリア
- ウェブダイバー：原ツバサ（洗脳時）

### デリトロス
デリトロス
声 - 立木文彦
デリトロスゲート編での最後の敵ならびに本編の黒幕。突如現実世界に現れた、正体不明の謎のプログラム体。巨大な眼球を模した姿をしており、戦闘時は目からビームを発射する。一人称は「わし」。
マジカルゲート内を汚染し、その結果、約30万人の子供たちがその中に取り残された。ワールドリンク管理局でも何度かデリトロスプログラムが確認されているが、その容量はマジカルゲートに存在できるデータ量の限界を遥かに凌駕していた。
なぜ限界を超えた容量のプログラムが存在できるのかは謎。また、デリトロスは全体のほんの一部分に過ぎないということも管理局によって確認された。そのため、完全なデータ量がどのぐらいになるのかは計り知れない。ただし、その膨大なデータ量のため、一定期間の休眠を必要とするという弱点がある。
デリトロスは自分のジャギを植え付けることで、本来ならマジカルゲートを守るべき存在のウェブナイトたち（グラディオン・ワイバリオンを除く）を洗脳し、己の部下としてマジカルゲートを占領。さらに誘拐した子供たちの中で、ナオキ・ショウ・コウジ・マモル・キョウイチ・トモヤ・トモユキ・ツバサ・シャルルの9人を洗脳させ、それぞれ洗脳時のウェブナイトたちのウェブダイバーとして選ばれた。ガリューンとシャルルの出撃以降は自ら前線に赴くこともあった。
その後、ケントとグラディオンとの戦闘によって蓄積した戦闘データから悪のウェブダイバー・リュウトを生み出した。さらにケントたちを肉体ごとデータ化し、自身の作り出したデリトロスゲートに強制転送した。
その正体は今より100万年前、惑星クーリアの科学者が偶然作り出してしまったコンピュータープログラムだった。悪の力を絶対と信じる冷酷かつ卑劣な性格の持ち主で、まさしく邪悪の化身と言うべき存在。惑星クーリアを滅ぼした後、宿敵であり唯一の生き残りであるグラディオンの抹殺を目論み、さらには現実世界で実体化できるデータノイドに進化し、全宇宙を侵略・破壊すべく地球の電脳世界に襲来した。
最終決戦でリュウトと事実上一体化し、クーリアの電脳世界を漂う自身を恨む魂を取り込むことで、足のない長大な下半身と翼を持った単眼の悪魔のような電脳体データノイドおよび、翼の意匠を持つ鎧を纏い剣を装備しているリュウトの姿をした現実体データノイドに進化した。電脳体データノイド時は右手から放つエネルギー波と両手から発射する光弾が武器。その圧倒的な戦闘力でグラディオンを苦しめるが、エンジェの力でケントと融合して同じくデータノイドとなったグラディオンに追い詰められ、ダークグラディオンと一体化してクーリアの中心部を破壊するが、グラディオンのブレイク・ザーンを受けて致命傷を負いクーリア共々消滅した。
名前はデリートから。
リュウト
声 - 吉野裕行
ケントとの戦闘データを元に作られた残虐な性格を持つデリトロスの戦士。
戦闘能力はケントを上回っており、性能的に劣るデリトロスモンスターにウェブダイブしてもケントと互角以上に戦う。胸にある目を模したマークは服の模様ではなく、直接素肌に浮き出ている。ケントをサンプルに人間の感情を手に入れ、最終的にケントと等しい実力を持たんとしており、怒りの感情を得たことを楽しむ一幕も。しかし、ケントと仲間たちの強い絆を見せつけられ、それを理解できず苛立って出撃するなど、冷静さに欠ける面もある。邪気を発してバーチャル・ダイバーランドにある物体および生物を操ったり、指を鳴らすことで自身や他者を別空間に転送できる他、左手から発する光による治癒能力も有する。
グラディオンを手に入れるためにケントに化けて（本物はすぐ気づいた）仲間たちを混乱に陥れたこともあり、劇中後半ではグラディオンの姿と戦力を模したダークグラディオンを作り上げ、それにウェブダイブしてケントたちと戦った。
その正体はデリトロスそのもので、最終決戦にてデリトロスと事実上一体化して現実体データノイドとなり、同じくデータノイドとなったグラディオンと対決。剣を武器とし、後述のダークグラディオンの技であるダークネス・ザーンを使って戦うも、グラディオンに敗れた。
ラーダ
声 - 中村悠一
リュウトの忠実な従者。友情を否定し、ケントと仲間たちの絆を引き裂こうとするなど非情な性格で、数あるデリトロスモンスターの中で唯一意思を持つ。その一方、先走るリュウトを押さえ付ける冷静な一面を持つ。
ケントたちの監視、デリトロスモンスターの調整などが彼の役目である。本編でリュウトと遊戯盤と駒を使ったゲームを行っている描写が見られるが、これはケントの戦闘パターンをトレースした模擬戦闘である。
普段は奇妙な仮面を被った猿に近い獣のような姿をしているが、戦闘時はマウーボにウェブダイブする。自身も相手の影に潜んで催眠をかけたり、マスターウェブナイトの動きをも封じる電磁波を発したり、果ては体を蛇のように変化させて相手を捕縛したり、触れた相手を昏睡状態にするといった多彩な能力を持つ。
戦闘能力は他のデリトロスモンスターに劣るが、高度な知能から様々な戦術を駆使することができる。その一方でナオキを操ってケントの弱点を聞き出し、あっち向いてホイに弱いとの情報を得た時には、彼と共にあっち向いてホイをしているところをケントたちに見つかってしまうなど、やや間の抜けた一面も見せる。
DIVE39でケントの弱点を探るべくバーチャル・ダイバーランドに現れるも、大した成果が得られないままケントたちに見つかり戦闘になる。マウーボにウェブダイブして戦うが、ガリューンにウェブダイブして駆けつけたジャンのアドバイスを受けたケントとグラディオンに戦術を破られ、敗北を喫する。しかし、リュウトによって救出される。その後、DIVE42で再びバーチャル・ダイバーランドに現れ、ケントと喧嘩していた仲間たちに付け入ってマジカルステーションから脱走するよう仕向けるも、結果的に絆の強さを見せつけられることとなった。DIVE43にて怒りに任せて出撃するリュウトを押さえつけ、ケントとグラディオンの強さの秘密を探るべく出撃。ドラグオンとダイタリオンを行動不能にし、同時に不安定になったバーチャル・ダイバーランドに吹雪が発生した。しかし、ダイタリオンから分離したタイタンにより撃退され、吹雪は治まる。マウーボにウェブダイブしてグラディオンと対決し、ガリューンの加勢と共に自らの命と引き換えにマウーボを強化。2体を苦戦させ、バーチャル・ダイバーランドにも崩壊に至るほどのダメージを与える。お互いを庇い合うケントたちを嘲笑するが、グラディオンシャイニングモードの攻撃を受けてダメージを負う。それでも戦おうとするが、最期はケントとグラディオンに「正義の心がある限り負けない」と告げられると共にマウーボ共々倒され、リュウトにグラディオンの言葉を伝えながら滅びた。同時に、遊戯盤も崩壊した。
ブラックジャガオン
洗脳時のドラグオンが生み出したジャガオンのコピー。当初はケントにジャガオンと思いこまれていた。気象管理衛星・「あさがお」にウイルスを送り、それにより天候操作メカ・「風神」を操作してダイバーランドを攻撃した。最後は本物のジャガオンと合体したグラディオンのガトリングバスターで破壊された。
ブラックグリフィオン
洗脳時のドラグオンが生み出したグリフィオンのコピー。ブラックフェニクオンと共に全身を巨大な鳥型の炎に包み、相手に体当たりする合体技を使う。最後はグラディオンのブレイクシュートにより、ブラックフェニクオンと共に破壊された。
ブラックフェニクオン
洗脳時のドラグオンが生み出したフェニクオンのコピー。最後はグラディオンのブレイクシュートにより、ブラックグリフィオンと共に破壊された。
ブラックシャークオン
洗脳時のドラグオンが生み出したシャークオンのコピー。最後はグラディオンとガリューンの合体技・スーパーシャイニングボルトによって破壊された。
ウェブモンスター
洗脳時のドラグオンが作り出したプログラムで、クラゲのような姿。ジャギがないためウェブナイトたちに探知されにくいという性質を持つ。
ダイバーランドの人間を催眠音波で眠らせて操り、ケントを襲わせたが、マジカルステーション付近に潜んでいたところをシャークオンに倒された。
DIVE32では通常種よりも巨大で強力なリーダー格の個体を筆頭に大量に出現。デリトロスと共に、グラディオンを復活させようとするケントたちを襲った。通常種の群れはグラディオンのデータを守りながら戦っていたというハンデがあり、なおかつ大勢だったとはいえダイタリオンを苦戦させたが、アックスノヴァで壊滅。リーダーもダイタリオンを押す実力を見せていたが、グラディオンとダイタリオンの合体技・スーパーアックスノヴァで倒された。
デリトロスアイ
デリトロスとほぼ同形の分身体。デリトロス同様目からのビームを武器とする。終盤で登場した個体を除き、瞳の色が本体と異なる。
ダークグラディオン
声 - 杉田智和（スーパーロボット大戦DD）
リュウトが自分専用のウェブナイトとして生み出したグラディオンのコピー戦士。カラーリングは黒一色で、胸部には眼のような意匠を持ち、頭部には常にバイザーをしているのが特徴。ケントとグラディオンとの初対決の際にはグラディオンの姿に偽装していた。
必殺技は手持ち武器である「ダークブレード」で敵を斬る「ダークネス・ザーン」。リュウトに力を分け与え、強化させることも可能。
当初はデータ不足で遅れを取ることが多かったが（しかし、グラディオンとの初戦ではパワーで押しており、最終的に深手を負ったもののグラディオンに大破するほどのダメージを与えて痛み分けに持ち込んでいるため、基礎戦闘能力自体は高い）、対戦を重ねて戦闘データを蓄積し、やがてオリジナルのグラディオンと互角以上のパワーを持つに至る。
さらに終盤では、カラーリングの違うそれぞれの能力に特化した下記の量産型が登場した。最終回でグラディオンのブレイク・ザーンにより、一体化したデリトロス（リュウト）と共に破壊された。
- ウェブダイバー：リュウト（デリトロス）

グラディオン・シフト
グラディオンのコピー戦士たちの一体で、カラーリングは黄色一色。
他の三体と共にグラディオンを迎え撃ち、グラディオンと対決する。ウェブダイブはできないが、他の三体共々グラディオンと同等の能力を持っており、グラディオンと同様の装備や技を駆使して戦う。しかし、最後はウェブダイバーの有無が決め手となってプログラムに負担がかかったところにブレイク・ザーンを叩き込まれ、破壊された。
名前はSHIFTキー（シフトキー）から。
グラディオン・スラッシュ
グラディオンのコピー戦士たちの一体で、カラーリングは赤一色。
他の三体とグラディオンを迎え撃つがシフトは破壊され、さらに数で勝っていたグラディオンも他のマスターウェブナイトの加勢によって取り逃がした。最後はアルト・チルダと共にマジカルステーションに突撃しようとするが、ダイタリオン・ドラグオン・ライガオン・ペガシオンに阻まれて全機が相討ちとなった。
名前は/（スラッシュ）から。
グラディオン・アルト
グラディオンのコピー戦士たちの一体で、カラーリングは青一色。
名前はAltキー（アルトキー）から。
グラディオン・チルダ
グラディオンのコピー戦士たちの一体で、カラーリングは緑一色。
名前は~（チルダ）から。
ガイムーオ
DIVE33からDIVE34に登場したオウムガイ型のデリトロスモンスター1番手。防御力に優れている。
武器は触手からの怪光線。グラディオンやガリューンを苦しめるもビクトリーグラディオンの二段攻撃で倒された。
DIVE48にてリュウトの手により復活するも、ジャガオンの捨て身の特攻により相打ちになる。
マーナ・イータ
DIVE35に登場した鯉幟型のデリトロスモンスター2番手。口からのビームを武器とする他、相手の攻撃を吸収し、それを増幅してはね返す能力を持つ。
バーチャル・ダイバーランドを守るバリアを破壊しようとした。ドラグオンのブラックホールキャノンをはね返すが、最期はそのタイミングを狙って放たれたグラディオンキャノンモードのスーパーブラックホールキャノンに攻撃を打ち消され、そのまま倒された。
名前は「まな板の上の鯉」から。
ガニダラーバ
DIVE36に登場したタラバガニ型のデリトロスモンスター3番手。口から放出する泡で相手の動きを封じる力を持つ。
バーチャル・ダイバーランドを泡で覆い尽くそうとした。グラディオンを苦しめるもダイタリオンに倒された。後期OP映像にも登場した。
ボートン
DIVE37に登場したトンボ型のデリトロスモンスター4番手。
攻撃は奇声を上げながら発する目からの怪光線。
リュウトと力を合わせ、ケントたちをコンピューターのアイコンに変えてしまった。しかし、カイトがウェブダイブしたワイバリオンのセルランチャーを受けてケントたちは解放される。最期はビクトリー・ザーン・マキシマの初の犠牲者となった。
ゲラク
DIVE38に登場したクラゲ型のデリトロスモンスター5番手。リュウトはウェブダイブしなかった。
アオイが作ったダイバーランドへの通信プログラムを妨害するために出現。しかし、ビクトリーグラディオンのビクトリー・ザーンに敗れる。
DIVE47にてリュウトの力で以前よりもパワーアップして再生。その上大量に出現しマスターウェブナイトたちと死闘を繰り広げた。
マウーボ
DIVE39に登場した不気味なマンボウ型のデリトロスモンスター6番手。ラーダが操る。
怪光弾を放つ目玉は任意に収納可能で、相手の攻撃を確実に防ぐことが可能。一度は倒されたが、ケントとグラディオンの強さの秘密を探るべく43話で再び出現。
ラーダの命と引き換えにハイパーマウーボとなり、絶大な力を発揮する。
イカジュポン
DIVE41に登場したイカ型のデリトロスモンスター7番手。これまでに登場したデリトロスモンスターの強化タイプ。
バーチャル・ダイバーランドを守っているドラグオンとガリューンにジャギ攻撃をし、弱体化したバリアを破壊しようとした。
最大の武器であるリング攻撃はダイタリオンのダイタアックスと互角の威力を持ち、口から吐くイカ墨の攻撃はダイタリオン・ペガスの攻撃をも無力化する。他に「ジュポジュポ〜ンンッッ」と鳴く特徴がある。最期はグラディオンノヴァモードに倒された。
上記のデリトロスモンスターのうち、マーナ・イータ・ガニダラーバ・ボートン・イカジュポンの4体はリュウトの手によりDIVE49で復活した。その上ウェブナイツの必殺攻撃が全く通用しないほどのパワーアップを遂げている。
ジェラード
デリトロスモンスター番外。ウェブソルジャーの上位種。体形は通常個体に似ているが、紅い体色をしている。
体の四方に触手を持ち、体を回転させての体当たりや口からの体液で攻撃を行う。
複数の個体がおり、DIVE24で登場した個体はドラグオンサイトにてドラグオンを復活させようとするケントたちを襲うも、指揮していたウェブソルジャー共々グラディオンに倒された。他にも別個体がDIVE48にて、惑星クーリアでの戦いでグラディオンと相打ちになったことが判明。
DIVE40で100万年前にクロルのいた電脳世界を滅ぼした張本人であり、マスターウェブナイト2体をも圧倒するパワーを持った最強クラスの戦闘能力を持つ個体が登場。一人逃げ延びたクロルを追ってマジカルステーションを襲撃し、まんまとその抹殺に成功するが、グラディオンによって倒された。DIVE46でも別個体が登場し、デリトロス城の門にシールドを張っていた。しかしグラディオンカッターモードに門とシールドを破られ、自身もグラディオンドリルモードに倒された。前期OP映像にも登場した。
ウェブソルジャー
昆虫のような姿をしたデリトロスの僕で、複数で行動する。透明化して敵の目を欺くこともできる。
ジャギ
デリトロスの分身で、小さな眼球状の姿をしている。相手に植え付けて洗脳するなどの使用法があるが、ウェブナイトたちには探知される。名前はジャギーから。

## 用語
ウェブナイト
総称して「ウェブナイツ」とも呼ばれるマジカルゲートの自律防衛プログラム。ゲートの安全のため、有栖川博士により、13体のウェブナイトが開発、配置されており、各々担当エリアを管理防衛していた。ビジュアルとしてはロボットの形をしていて、状況に応じて、各々ファイターモード（戦闘時）・ビークルモード（移動時）・アタックモード（合体時）の3形態にウェブチェンジする。成長進化するプログラムのため、博士も知らない機能が生まれることもある。また、パートナーとなる人間（ウェブダイバー）と同化（ウェブダイブ）することで、無限の力を発揮することができる。ただしウェブダイブできる時間は3分間だけであり、それ以上の時間はウェブダイバーの命に危険がある。コアプログラムが損傷すると活動に支障をきたすが、破壊されてもデータは残るので回収すれば復活させられる。ウェブダイバーがウェブダイブした状態でウェブナイトが破壊されても、ウェブダイバーは無事に管理局へ転送される。
グラディオンを中心に、各々の持つ属性に合わせて、マジカルゲートの各エリアを管理防衛しているが、中でもグラディオン・ドラグオン・ダイタリオンはマスターウェブナイトと呼ばれ、マジカルゲートのメイン3層の主管理プログラムとなっている。後にガリューンもマスターウェブナイトに加えられる形となっている。
漫画版ではオリジナルキャラのトリケラオンを含めた14体となっている。
Gコン
グラディオンを模した形状のコントローラーで、ケントが図工の宿題で制作した。グランモバイラーが登場するまでは通信機として使用した。ジャンもガリューンを模したコントローラーを作った。
グランモバイラー
DIVE15でグラディオンがケントに託した携帯無線機。グラディオンだけではなく、他のウェブナイトからも通信が可能。
シード
クロルたちの種族が、自らの適応できる環境に辿りつくまで休眠し、移動を行う姿。
ネットワークの中に存在するバグやウィルスから本体を守る殻の役割を持つ他、高速で移動することによってファイヤーウォールなどのガードプログラムを突破することもできる。
ダイバースーツ
マジカルゲートに入る際に子供たちが着用するスーツ。左手首には、通信用のモバイラーが装着されている。
男子用と女子用とで一部デザインが異なるほか、個人の好みで色（通常では男子は水色、女子はピンク）やブーツなどの形状の変更などの多少のアレンジもできるようにもなっている。
ダイバーランド
ケントたちが暮らしている島で、物語前半から中盤の主な舞台。日本の南方に位置しており、気候は沖縄とほぼ同じ。小さな島でありながら、充実した設備の整った都市空間を形成している。島全体の人口は500人程度。住民の大半がワールドリンク管理局の職員として働いている。
自給生産力をほとんど持たないため、島民の生活は本土からの物資に依存している。その本土からの物資のほとんどはダイバーランド内の港へ運ばれてくる。
島内にある居住区の建物は、すべて同一の規格で建てられており、部屋の内装なども皆同じである。公式サイトによると、オプションによる多少の変更は可能らしい。
様々な実験施設や研究所のほかに、世界中のネットワークを管理するワールドリンク管理局もここにある。しかし、それゆえに、デリトロスの干渉を受けやすい場でもあり、DIVE03以降、マジカルゲート混乱の影響から島内に事件が起きるようになる。
また、島の出入りには航空機が主な手段として用いられており、空港も整備されている。
純粋な島民も存在するが、アオイやショウのように、幼少のころにダイバーランドに移住してきた者もいる。
ダイバーランド小学校
ケントたちが通う学校。生徒19人のうち、ケント以外の男子生徒9人がマジカルゲートで行方不明となるが、ケントの活躍で帰還できた。後にジャンがダイバーランドに来てから、この学校に通うこととなった。
ダイブアウト
マジカルゲートから現実世界に帰還すること。これができなくなると、現実世界の肉体は意識不明状態に陥る。
ダイブシステム
人間の意識をデータ化し、直接ネットワークの中に送る新しいコミュニケーション手段。現実と全く変わらない体験をすることができる。有栖川博士が開発した。
このシステムにより、ネット世界上のバーチャル・テーマパーク「マジカルゲート」の実用が可能となった。
デリトロスモンスター
リュウトがジャギから作り出した戦闘プログラム。個々によって能力が異なり、ケントたちを苦戦させた。
「ガイムーオ」→「オウムガイ」「ボートン」→「トンボ」など、ほとんどの名前がモチーフとなった生物のアナグラムである。リュウトがウェブダイブするが、一体だけウェブダイブしなかった。
軍団となり再び現れた時は、ウェブナイツの攻撃も受け付けないほど強化されていたが、捨て身の特攻で相打ちに終わった。
ネオダイブシステム
本来大人が入ることが許されていないマジカルゲートに、大人がダイブするためのシステム。
ジャンの父・フランベルクを始めとする世界有数のプログラマーたちによって開発された。
カイトたちを救うため、ケントの父・結城タケトが使用。
バーチャル・ダイバーランド
デリトロスによって肉体ごとデータ化されたケントたちを守るために、グラディオン・ガリューン・ドラグオン・ダイタリオンが作り出したもう一つのダイバーランド。物語後半の舞台であり、ケントたちはここでサバイバルをすることとなる。
デリトロスゲートのジャギから守るためのバリアを張ることにエネルギーの大半を取られたため、ダイバーランドの完全な再現には至っておらず、一部（ワールドリンク管理局やコミュニティセンターなど）を残して水没している。水没していないところもそのほとんどが廃墟となっている。
バリアを維持するには、最低でも2体のマスターウェブナイトの力を必要とするため、必然的に、一度の戦闘で最大2体のマスターウェブナイトしか出撃できない。
また、ケントたち以外の異分子が侵入すると擬似空間のバランスが崩れてしまうことがDIVE40で描写されている。
ラーダの攻撃により、DIVE44で崩壊した。
ペガシオンメット
デリトロスに洗脳されたショウにペガシオンが与えた、被ると電撃を操る能力を得られる仮面。これを使い、ショウは“仮面の戦士”としてマジカルワクチン破壊を実行することとなる。
ただし、パワーを消耗し過ぎた際にかかる彼への疲労は相当激しいものとなる。
マジカルゲート
有栖川博士が開発した、子供を対象としている仮想現実体験空間。
ワールドリンク内に作られた、言わば「子供たちのためだけの電脳テーマパーク」であり、思いが実現する子供たちの夢や希望を叶える夢の世界。世界中の子供たちの交流の場となる。現実世界からは、専用のコントローラーを街中にあるプラグターミナルに接続（プラグイット）することで行くことができる。
内部はマジカルステーションを中心した3層構造となっており、その3層内には、いろいろなエリアが存在する。子供たちは好きなエリアで遊び、世界中の子供たちとコミュニケーションを図ることができる。ちなみに、ゲート内ではネット共通語に自動翻訳されているので、言語の壁は無い。プラグイット時に現実世界で持っている物をダイバーランド内に反映させ、持ち込むような形にすることも可能。
子供たちの意識データを対象に調整されているので、大人の目には全く違って見える。ちなみに基本的に大人は入ることができず、緊急時にのみ、意識データ保護のためのダイバースーツを着用した上で入ることが許されている。また、子供の対象とはいえ、幼稚園児・中学生・高校生も入ることはできない。
マジカルコンピュータ
ワールドリンク管理局機密地区にある倉知レナの研究室に設置されているスーパーコンピュータ。
彼女が開発したマジカルワクチンはこのコンピュータで作られている。
独立して存在するため、ハッキングなどの外部からのアクセスは不可。そのため、デリトロスはマジカルコンピュータと直接接触する作戦をとるに至った。
マジカルステーション
ケントおよびグラディオンたちのマジカルゲートでの拠点。
デリトロスから開放されたウェブナイツたちも普段はココに待機し、ケントやカロンなどの要請に応じて出撃する。
移動基地としての側面も持ち、バーチャル・ダイバーランドが崩壊した際にはケントたちはこれに乗ってデリトロスゲートを移動した。終盤ではカタパルト部分からウェブナイトを射出して標的を攻撃する戦法「マジカルレール」が使えるように改造され、グラディオンをデリトロス城に発射することによってデリトロス城およびデリトロスゲートの破壊に成功した。
マジカルソナー
マジカルゲート内の監視カメラ。
マジカルワクチン
倉知レナが開発した、対デリトロス用のワクチンプログラム。
ウェブナイトの攻撃を無力化する力も備えており、ドラグオンのプラネットストライクを無力化している。
物語終盤では、改良版の「ネオマジカルワクチン（別名：レスキュープログラム）」が作られ、開発中ではあったものの、デリトロスに対して多少の効果を発揮している。
ワールドリンク
有栖川博士が開発した、インターネットが発達、進化したもの。世界中を繋ぐ巨大なネットワークを形成しており、超高速、大容量、双方向通信ネットワークシステムになっている。これにより、地球上の全ネットワークを一つに繋げることが可能となった。ワールドリンク管理局の管理下に置かれている。
ワールドリンク管理局
ダイバーランドの中心に位置し、世界中のネットワークおよびマジカルゲートの管理・運営や、ダイバーランドの監視のほか、様々な研究も行われている中枢機関。総責任者はアオイの祖父である有栖川博士で、ケントの父・結城タケトやショウの姉・倉知レナも職員としてここに勤務している。
地下にはネットワークを支える巨大なサーバーシステムがあり、世界中と光ケーブルや衛星通信などで繋がっている。
デリトロスゲート
デリトロスが作り出した仮想現実体験空間。中心にはデリトロス城があり、複雑に入り組んだルートを通らないと城へは入れない。デリトロス城が破壊されると共に消滅した。
デリトロス城
デリトロスの本拠地で、デリトロスゲートの中心部。蜘蛛の巣のような形状をした城であり、内部には無数のウェブソルジャーが配備されている。また、門にはジェラードによってシールドが張られている。終盤にてマジカルレールで射出されたグラディオンに中枢を破壊され、デリトロスゲートを巻き込んで崩壊した。
惑星クーリア
地球から240万光年離れたアンドロメダ星雲第98項星系に位置する惑星。グラディオンのかつての故郷でもある。物質的にも精神的にも地球よりも遥かに発達した文明を持っており、そこに住む人々は神話に語られる天使のように背に翼を持っている、言わば有翼人種である。グラディオンは、この星を「天国」と形容している。
クーリア人は基本的に争いを好まない温厚な性格をしており、グラディオンのように戦闘訓練を行う者はむしろ珍しい。
星のさらなる繁栄のために惑星レベルの制御プログラムが作り出され、惑星自身の活動を管理・制御することで自然と文明の究極の両立を行い、楽園を作ることが望まれたが、開発は失敗。制御プログラムは暴走を始め、全てのデータとプログラムを消去し始める。狂った自我を持ったこの惑星制御プログラムが、デリトロスである。
これに対し、グラディオンを始めとする他の惑星の戦士たちが立ち向かうも、グラディオンとデリトロスの戦いは相打ちに終わり、結果、クーリアは滅亡してしまった。しかし惑星そのものと電脳世界自体は残っており、最終決戦でグラディオンとデリトロスの決戦の舞台となった。最終的にデリトロスによって中心部を破壊され、崩壊した。惑星名はクリアから。
データノイド
現実世界と電脳世界を自由に移動できる存在で、いわゆるデータ生命体。当初この存在に進化したのはクロルのみだったが、最終決戦でケントとグラディオンがエンジェの力で、デリトロスおよび彼と一体化したリュウトが惑星クーリアの電脳世界を漂う自身を恨む魂を吸収し、それぞれ進化した。

## スタッフ
- 企画 - ウェブダイバー製作委員会
- 企画協力 - 田島豊
- 原案 - 石川裕人（連載誌 - 『テレビマガジン』、『てれびくん』）
- 総監督 - ネギシヒロシ
- チーフディレクター（第1話 - 第32話）→監督（第33話 - 第52話） - 岡嶋国敏
- シリーズ構成 - 関島眞頼
- キャラクターデザイン - 高橋成世
- コンセプトデザイン - 森木靖泰
- 美術監督 - 岩瀬栄治
- 色彩設計 - 川見拓也
- 編集 - 後藤正浩
- コンポジットディレクター（撮影監督） - 長牛豊
- 音響監督 - 田中英行
- 音楽 - 林有三
- 音楽プロデューサー - 熊田和生
- 音楽制作/協力 - 日本コロムビア、テレビ東京ミュージック
- 3D制作協力 - デジタルゼロ
- プロデューサー - 岩田牧子、山崎立士
- エグゼクティブプロデューサー - 穴見礼、永井秀之、鈴木徹也
- アニメーションプロデューサー - 沢玲子（第1話 - 第13話）→可知秀幸（第14話 - 第52話）、野村宙
- 制作協力 - イオン、日本アニメーション
- アニメーション制作 - RADIX
- 製作 - テレビ東京、NAS

## 主題歌

### オープニングテーマ
両方ともに本編と違い3Dの戦闘シーンが無い。
「DIVER#2100」（1話 - 32話）
作詞 - 及川眠子 / 作曲・編曲 - 平間あきひこ / 歌 - R.A.M
1話 - 32話、および最終話の戦闘シーンでも挿入歌として使用された。
「SO DIVE!」（33話 - 52話）
作詞 - 高取ヒデアキ / 作曲・編曲 - 平間あきひこ / 歌 - R.A.M
33話以降、戦闘シーンでも挿入歌として使用された。

### エンディングテーマ
「TOGETHER」（1話 - 24話、52話）
歌・作詞 - KATSUMI / 作曲 - 鈴木キサブロー / 編曲 - 京田誠一
「Fighters」（25話 - 51話）
作詞 - 及川眼子 / 作曲 - 鈴木キサブロー / 編曲 - 河野陽吾 / 歌 - 影山ヒロノブ

## 各話リスト
放送日は、テレビ東京の基準。
| 話数   | サブタイトル                               | 脚本             | 絵コンテ                    | 演出         | 作画監督          | 放送日        |
| ------ | ------------------------------------------ | ---------------- | --------------------------- | ------------ | ----------------- | ------------- |
| DIVE1  | WEB騎士（ナイト）! グラディオン            | 久保田雅史       | ネギシヒロシ                | ネギシヒロシ | 中野典克          | 2001年 4月6日 |
| DIVE2  | 悪魔のプログラム! デリトロス               | 植竹須美男       | 石山タカ明                  | 石山タカ明   | 佐久間信計        | 4月13日       |
| DIVE3  | 疾風（はやて）の戦士! ジャガオン           | 荒木憲一         | 織田美浩                    | 織田美浩     | 山田浩之          | 4月20日       |
| DIVE4  | 恐怖の海! シャークオン                     | 岸間信明         | 岡嶋国敏                    | 加藤茂       | 加藤茂            | 4月27日       |
| DIVE5  | 羽パニック! グリフィオン                   | 山田健一         | 鹿島典夫                    | 山内東生雄   | 天城伊吹          | 5月4日        |
| DIVE6  | 漂泊（さすらい）の親友（とも）! ガリューン | 関島眞頼         | 山本裕介                    | 山本裕介     | 下坂英男          | 5月11日       |
| DIVE7  | 炎の挑戦! フェニクオン                     | 植竹須美男       | 石山タカ明                  | 石山タカ明   | 須田正巳          | 5月18日       |
| DIVE8  | 百獣の王! オルトリオン                     | 山田健一         | 織田美浩                    | 織田美浩     | 山田浩之          | 5月25日       |
| DIVE9  | 地獄の番犬! ケルベリオン                   | 荒木憲一         | 岡嶋国敏                    | 岡嶋国敏     | 佐久間信計        | 6月1日        |
| DIVE10 | 幻惑の霧! ゴレムオン                       | 岸間信明         | 久城りおん                  | 加藤茂       | 加藤茂            | 6月8日        |
| DIVE11 | ガリューンふたたび!                        | 植竹須美男       | 高田淳                      | 高田淳       | 高田晃            | 6月15日       |
| DIVE12 | デリトロス! 消えたグラディオン             | 久保田雅史       | 石山タカ明                  | 石山タカ明   | 中野典克          | 6月22日       |
| DIVE13 | 黒い衝撃! ドラグオン                       | 山田健一         | 鹿島典夫                    | 加藤茂       | 下坂英男          | 6月29日       |
| DIVE14 | 黒い竜巻! 狙われたケント                   | 岸間信明         | 織田美浩                    | 織田美浩     | 山田浩之          | 7月6日        |
| DIVE15 | 黒い子守唄! ウェブモンスターのわな         | 荒木憲一         | 岡嶋国敏                    | 岡嶋国敏     | 吉野真一          | 7月13日       |
| DIVE16 | 友との戦い! VS（バーサス）ジャン           | 植竹須美男       | 高田淳                      | 加藤茂       | 加藤茂            | 7月20日       |
| DIVE17 | 戦士の決意! 打倒デリトロス                 | 鴻野貴光（構成） | 石山タカ明                  | 石山タカ明   | 近藤源一郎        | 7月27日       |
| DIVE18 | 怒りの復活! ドラグオン                     | 関島眞頼         | 山本裕介                    | 山本裕介     | 佐久間信計        | 8月3日        |
| DIVE19 | オーロラ地獄! ライガオン                   | 山田健一         | 石山タカ明                  | 石山タカ明   | 高田晃            | 8月10日       |
| DIVE20 | 光の幻影! ペガシオン                       | 久保田雅史       | ところともかず              | 加藤茂       | 下坂英男          | 8月17日       |
| DIVE21 | 迫る影! 仮面の戦士                         | 植竹須美男       | 織田美浩                    | 織田美浩     | 石井久志          | 8月24日       |
| DIVE22 | 百番勝負! 友とのきずな                     | 岸間信明         | 岡嶋国敏                    | 岡嶋国敏     | 田中誠輝          | 8月31日       |
| DIVE23 | めざめよ! ナオキ！                         | 荒木憲一         | 加藤茂                      | 加藤茂       | 加藤茂            | 9月7日        |
| DIVE24 | 魂の叫び! よみがえれドラグオン             | 山田健一         | 高田淳                      | 高田淳       | 佐久間信計        | 9月14日       |
| DIVE25 | 時の支配者! ダイタリオン                   | 荒木憲一         | 山本裕介                    | 岡嶋国敏     | 高橋成世          | 9月21日       |
| DIVE26 | 光の翼! ビクトリーグラディオン             | 久保田雅史       | 石山タカ明                  | 加藤茂       | 中野典克 中原竜太 | 9月28日       |
| DIVE27 | 決戦前夜! 時間との戦い                     | 植竹須美男       | 高田淳                      | 石田ひろし   | 下坂英男          | 10月5日       |
| DIVE28 | 究極合体! ダイタリオンプライム             | 岸間信明         | 織田美浩                    | 織田美浩     | 石井久志          | 10月12日      |
| DIVE29 | 時の神殿! 再会へのダイブ                   | 山田健一         | まついひとゆき              | 加藤茂       | 加藤茂            | 10月19日      |
| DIVE30 | 戦いの果て! さらばグラディオン             | 荒木憲一         | 石山タカ明                  | 石山タカ明   | 田中正輝          | 10月26日      |
| DIVE31 | 我が友、グラディオン                       | 荒木憲一         | 岡嶋国敏                    | 岡嶋国敏     | 近藤源一郎        | 11月2日       |
| DIVE32 | 思いをひとつに!                            | 久保田雅史       | 高田淳                      | 石田博       | 佐久間信計        | 11月9日       |
| DIVE33 | 強制転送! デリトロスゲート                 | 山田健一         | ネギシヒロシ                | 岡嶋国敏     | 中野典克          | 11月16日      |
| DIVE34 | 闇の貴公子! リュウトの挑戦                 | 植竹須美男       | 織田美浩                    | 織田美浩     | 石井久志          | 11月23日      |
| DIVE35 | サバイバル! 百番勝負                       | 岸間信明         | 石山タカ明                  | 石田博       | 田中正輝          | 11月30日      |
| DIVE36 | 急げショウ! 秘められた友情                 | 荒木憲一         | ところともかず              | 加藤茂       | 中野典克          | 12月7日       |
| DIVE37 | 勝利の進化! ビクトリーマキシマ             | 久保田雅史       | 高田淳                      | 高田淳       | 下坂英男          | 12月14日      |
| DIVE38 | 思いを繋げ! 出撃ウェブナイツ               | 山田健一         | 石田ひろし                  | 岡嶋国敏     | 吉田和一          | 12月21日      |
| DIVE39 | 闇の使い! ラーダのわな                     | 植竹須美男       | 岡嶋国敏 織田美浩           | 佐久間信計   | 佐久間信計        | 12月28日      |
| DIVE40 | 時の放浪者! 緑の髪の少年                   | 荒木憲一         | 高田淳                      | 高田淳       | 田中正輝          | 2002年 1月4日 |
| DIVE41 | 敵はケント! 狙われたグラディオン           | 山田健一         | 織田美浩                    | 織田美浩     | 石井久志          | 1月11日       |
| DIVE42 | 崩れる世界! エンジェの秘密                 | 岸間信明         | 綴爆                        | 加藤茂       | 加藤茂            | 1月18日       |
| DIVE43 | 強さの秘密! 終末へのカウントダウン         | 山田健一         | 徳吉功                      | 石田ひろし   | 下坂英男          | 1月25日       |
| DIVE44 | 大脱出! 僕らのダイバーランド               | 荒木憲一         | 岡嶋国敏                    | 岡嶋国敏     | 佐久間信計        | 2月1日        |
| DIVE45 | 希望の明日! デリトロス城を目指せ           | 山田健一         | 岡嶋国敏                    | 石田ひろし   | 阿部智之          | 2月8日        |
| DIVE46 | 電脳魔宮! 暗黒のネットワーク               | 久保田雅史       | 織田美浩                    | 織田美浩     | 石井久志          | 2月15日       |
| DIVE47 | 誕生! 悪のWEB騎士（ナイト）                | 植竹須美男       | 高田淳                      | 加藤茂       | 高田晃            | 2月22日       |
| DIVE48 | 伝説の戦い! 百万年の時を超えて             | 関島眞頼         | ネギシヒロシ                | 岡嶋国敏     | 中野典克          | 3月1日        |
| DIVE49 | 最期の出撃! ウェブナイツよ永遠（とわ）に   | 岸間信明         | 岡嶋国敏                    | 石田ひろし   | 下坂英男          | 3月8日        |
| DIVE50 | 時よ戻れ! 運命のラストシュート             | 荒木憲一         | 高田淳                      | 加藤茂       | 加藤茂            | 3月15日       |
| DIVE51 | 悪魔の進化! ダークグラディオン             | 久保田雅史       | 岡嶋国敏                    | 織田美浩     | 石井久志          | 3月22日       |
| DIVE52 | 旅立て! 友と無限の未来へ                   | 関島眞頼         | ネギシヒロシ まついひとゆき | 岡嶋国敏     | 高橋成世          | 3月29日       |

## 放送局
地上波ネット局の放送日時は2001年7月中旬 - 8月上旬時点のものとする。
| 放送局           | 放送期間                     | 放送日時           | 備考   |
| ---------------- | ---------------------------- | ------------------ | ------ |
| テレビ東京       | 2001年4月6日 - 2002年3月29日 | 金曜 18:00 - 18:30 | 制作局 |
| テレビ北海道     | 2001年4月6日 - 2002年3月29日 | 金曜 18:00 - 18:30 |        |
| テレビ愛知       | 2001年4月6日 - 2002年3月29日 | 金曜 18:00 - 18:30 |        |
| テレビ大阪       | 2001年4月6日 - 2002年3月29日 | 金曜 18:00 - 18:30 |        |
| テレビせとうち   | 2001年4月6日 - 2002年3月29日 | 金曜 18:00 - 18:30 |        |
| TVQ九州放送      | 2001年4月6日 - 2002年3月29日 | 金曜 18:00 - 18:30 |        |
| 青森放送         |                              | 月曜 15:50 - 16:20 |        |
| 東日本放送       |                              | 日曜 6:30 - 7:00   |        |
| 福島中央テレビ   |                              | 火曜 16:00 - 16:27 |        |
| テレビ新潟       |                              | 月曜 16:29 - 16:58 |        |
| テレビ金沢       |                              | 火曜 15:55 - 16:25 |        |
| テレビ信州       |                              | 金曜 16:20 - 16:50 |        |
| テレビ静岡       |                              | 土曜 16:56 - 17:24 |        |
| 三重テレビ       |                              | 水曜 16:30 - 17:00 |        |
| KBS京都          |                              | 日曜 12:00 - 12:30 |        |
| 中国放送         |                              | 土曜 17:00 - 17:30 |        |
| 愛媛朝日テレビ   |                              | 土曜 7:15 - 7:45   |        |
| テレビ長崎       |                              | 木曜 15:30 - 16:00 |        |
| 熊本放送         |                              | 土曜 6:00 - 6:30   |        |
| 鹿児島読売テレビ |                              | 月曜 16:30 - 17:00 |        |

## 関連商品

### 映像ソフト
VHS・DVDとも、全13巻（各巻4話収録）が2001年8月1日 - 2002年8月1日が日本コロムビアから発売された。なお、DVD第13巻には最終回のテレビ本編と異なるロングバージョンが収録されている。
放送開始から20周年となる2021年12月22日、全52話（デジタルリマスター）を収録したBlu-ray2枚に収録した『「電脳冒険記ウェブダイバー」アニバーサリーBD-BOX』が発売された（発売元：フロンティアワークス）。特典として、『電脳冒険記ウェブダイバー Song Collection～うたって ダイブ!!～』の復刻版CDが付属する。また、限定版の『DIVER#2021EDITION』には、グラディオンがデリトロスの最終決戦で用いた光の剣（聖剣グランスレイヤー）の秘密が語られる新作ドラマCD「Web騎士（ナイト）の帰還」（シナリオ：久保田雅史、通常版にも同CDのシナリオブックが付属）などの特典が付属する。ドラマCDには、杉田智和・小林由美子・三宅健太・菊地志穂・高木礼子・甲斐田ゆき・吉野裕行が出演する。

### 玩具
| IDナンバー | 名前                                               | ビークルモード                                            | 動物生物 神話生物                                                          |
| ---------- | -------------------------------------------------- | --------------------------------------------------------- | -------------------------------------------------------------------------- |
| W-01       | ジャガオン                                         | スポーツカー                                              | ヒョウ                                                                     |
| W-02       | シャークオン                                       | ホバークラフト                                            | サメ                                                                       |
| W-03       | グリフィオン                                       | ジェット機                                                | グリフォン                                                                 |
| W-04       | ガリューン                                         | 帆船                                                      | ドラゴン                                                                   |
| W-05       | グラディオン                                       | 蒸気機関車                                                | 騎士                                                                       |
| W-06       | フェニクオン                                       | 新幹線                                                    | フェニックス                                                               |
| W-07       | ケルベリオン                                       | のこぎり戦車                                              | ケルベロス                                                                 |
| W-08       | オルトリオン                                       | ドリルタンク                                              | オルトロス                                                                 |
| W-09       | ゴレムオン （ケルベリオン&オルトリオンのセット品） | のこぎり戦車（ケルベリオン） ドリルタンク（オルトリオン） | ケルベロス（ケルベリオン） オルトロス（オルトリオン） ゴーレム（完全合体） |
| W-10       | ドラグオン                                         | キャリアトレーラー                                        | ドラゴン                                                                   |
| W-11       | ペガシオン                                         | ロードバギー                                              | ユニコーン&ペガサス ケンタウロス                                           |
| W-12       | ライガオン                                         | ティルトローター                                          | ライオン                                                                   |
| W-13       | ワイバリオン                                       | プロペラ機                                                | ワイバーン                                                                 |
| W-14       | ダイタリオン                                       | 飛行船                                                    | タイタン                                                                   |

### CD

#### DIVER#2100
発売日 - 2001年4月21日 / 発売元 - 日本コロムビア / 品番 - CODC-1958 / 盤種 - CDシングル (8 cm)
1. DIVER#2100
作詞 - 及川眠子 / 作曲 - 平間あきひこ / 編曲 - 平間あきひこ / 歌 - R.A.M
2. SYNC,〜君がいるから〜
作詞 - 高取ヒデアキ / 作曲 - 平間あきひこ / 編曲 - 平間あきひこ / 歌 - R.A.M
3. DIVER#2100（オリジナル・カラオケ）
4. SYNC,〜君がいるから〜（オリジナル・カラオケ）

#### SO DIVE!
発売日 - 2001年12月1日 / 発売元 - 日本コロムビア / 品番 - CODC-2009 / 盤種 - CDシングル (8 cm)
1. SO DIVE!
作詞 - 高取ヒデアキ / 作曲 - 平間あきひこ / 編曲 - 平間あきひこ / 歌 - R.A.M
2. CYBER WARRIORS
作詞 - 高取ヒデアキ / 作曲 - 平間あきひこ / 編曲 - 平間あきひこ / 歌 - R.A.M
第41話のリュウト侵入シーンで使用。
3. SO DIVE!（オリジナル・カラオケ）
4. CYBER WARRIORS（オリジナル・カラオケ）

#### TOGETHER
発売日 - 2001年4月21日 / 発売元 - 日本コロムビア / 品番 - CODC-1959 / 盤種 - CDシングル (8 cm)
1. TOGETHER
作詞 - KATSUMI / 作曲 - 鈴木キサブロー / 編曲 - 京田誠一 / 歌 - KATSUMI
2. See you again
作詞 - KATSUMI / 作曲 - KATSUMI / 編曲 - 京田誠一 / 歌 - KATSUMI
第30話で使用。
3. TOGETHER（オリジナル・カラオケ）
4. See you again（オリジナル・カラオケ）

#### Fighters
発売日 - 2001年9月29日 / 発売元 - 日本コロムビア / 品番 - COCC-15411 / 盤種 - CDシングル (12 cm)
1. Fighters
作詞 - 及川眠子 / 作曲 - 鈴木キサブロー / 編曲 - 河野陽吾 / 歌 - 影山ヒロノブ
2. 輝け 勇気。〜ケントのテーマ〜
作詞 - 高取ヒデアキ / 作曲 - 平間あきひこ / 編曲 - 平間あきひこ / 歌 - 結城ケント（小林由美子）
3. 友よ、夢の彼方に：グラディオンのテーマ
作詞 - 杉田智和 / 作曲 - 大門一也 / 編曲 - 大門一也 / 歌 - グラディオン（杉田智和）
4. See you again（オリジナル・カラオケ）

#### サウンドトラック
1. 電脳冒険記ウェブダイバー オリジナル・サウンドトラック #1
発売日 - 2001年6月30日 / 発売元 - 日本コロムビア / 品番 - COCX-31430
2. 電脳冒険記ウェブダイバー オリジナル・サウンドトラック #2
発売日 - 2001年9月29日 / 発売元 - 日本コロムビア / 品番 - COCX-31560

#### CDドラマ（非売品）
1. 38.5 グラディオンの休日
2. 声優のスペシャルメッセージ

#### 電脳冒険記ウェブダイバー Song Collection～うたって ダイブ!!～
発売日 - 2001年12月29日 / 発売元 - 日本コロムビア / 品番 - COCX-31751 / 盤種 - CDアルバム (12 cm) 
テーマ曲および挿入歌、キャラクターソングを収録したベストアルバム。2021年12月22日発売の『アニバーサリーBD-BOX』に特典として、本CDの復刻盤が付属する。
1. DIVER#2100
作詞 - 及川眠子 / 作曲 - 平間あきひこ / 編曲 - 平間あきひこ / 歌 - R.A.M
2. CYBER WARRIORS
作詞 - 高取ヒデアキ / 作曲 - 平間あきひこ / 編曲 - 平間あきひこ / 歌 - R.A.M
3. 輝け 勇気。〜ケントのテーマ〜
作詞 - 高取ヒデアキ / 作曲 - 平間あきひこ / 編曲 - 平間あきひこ / 歌 - 結城ケント（小林由美子）
4. 友よ、夢の彼方に：グラディオンのテーマ
作詞 - 杉田智和 / 作曲 - 大門一也 / 編曲 - 大門一也 / 歌 - グラディオン（杉田智和）
5. Fighters
作詞 - 及川眼子 / 作曲 - 鈴木キサブロー / 編曲 - 河野陽吾 / 歌 - 影山ヒロノブ
6. SYNC,〜君がいるから〜
作詞 - 高取ヒデアキ / 作曲 - 平間あきひこ / 編曲 - 平間あきひこ / 歌 - R.A.M
7. SO DIVE!
作詞 - 高取ヒデアキ / 作曲 - 平間あきひこ / 編曲 - 平間あきひこ / 歌 - R.A.M
8. TOGETHER
作詞 - KATSUMI / 作曲 - 鈴木キサブロー / 編曲 - 京田誠一 / 歌 - KATSUMI
9. See you again
作詞 - KATSUMI / 作曲 - KATSUMI / 編曲 - 京田誠一 / 歌 - KATSUMI
10. DIVER#2100[Rev.5.11]
11. 輝け 勇気。〜ケントのテーマ〜（オリジナル・カラオケ）
12. 友よ、夢の彼方に：グラディオンのテーマ（オリジナル・カラオケ）

### ゲーム
スーパーロボット大戦DD
2019年8月よりリリースされているiOS / Android用アプリゲーム。
2023年1月に期間限定参戦イベントが開催され、グラディオンが登場した。イベントシナリオはグラディオン役の杉田智和がプロット制作・プロデュースを担当している。
2024年2月より恒常参戦作品に変更され、それに合わせてゲーム内にケントが登場した。